# 反攻

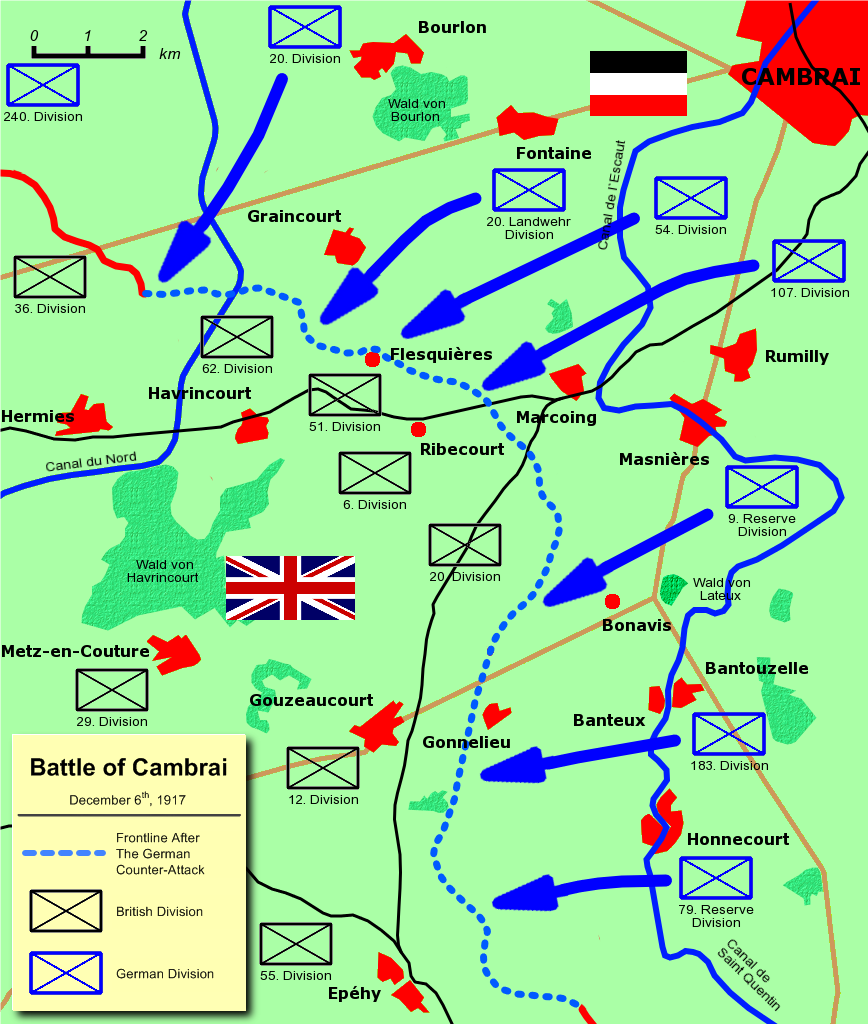
第一次世界大戰西線的康布雷戰役中的德軍反攻

反攻是軍事行動上的一種作戰模式，指對敵人佔領的地區進行大規模的進攻，與一般的攻勢不同的是，反攻通常是指在敵人消耗了大部份兵力與預備隊時才發動攻擊，通常可顛倒戰場局勢，直到己方反攻部隊衝力消耗殆盡，倘若錯誤判斷敵人實力耗損程度則反會將己方作戰梯隊實力折損。如果成功抵御敌人的攻击之後，再發動攻擊击退敌人，此時又被稱為反擊。
以第二次世界大戰時的第三次哈爾科夫戰役來說，蘇軍進行一連串反攻攻勢以其包圍敵軍，但錯誤預料南方德軍機動部隊的調集與實力，最終被包圍消滅，損失甚重。反攻按照作戰規模可分作「戰略反攻」和「戰術反攻」。